# Vleugeldak

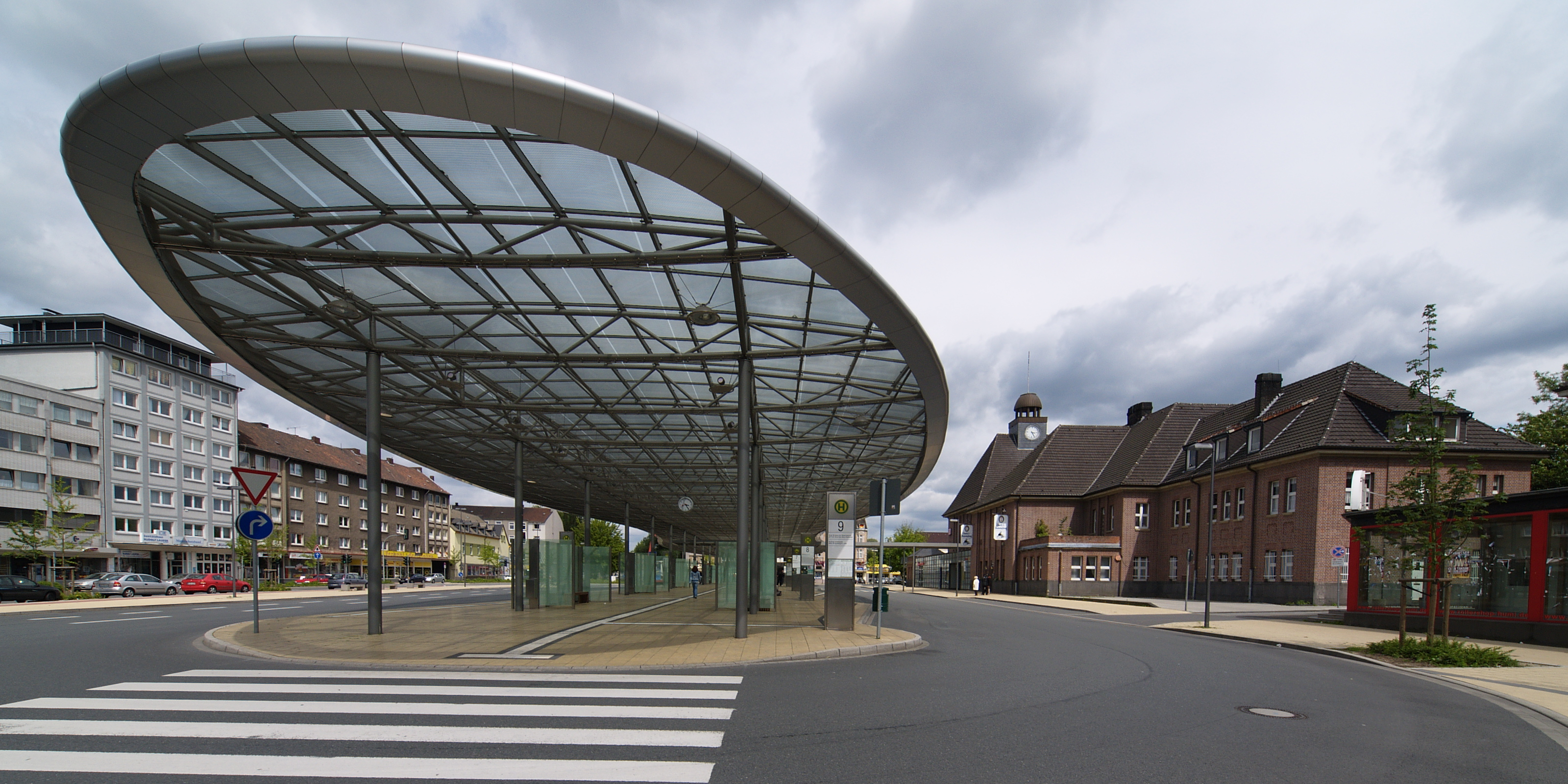
Een vleugeldak boven het busstation bij Station Herne (Duitsland).

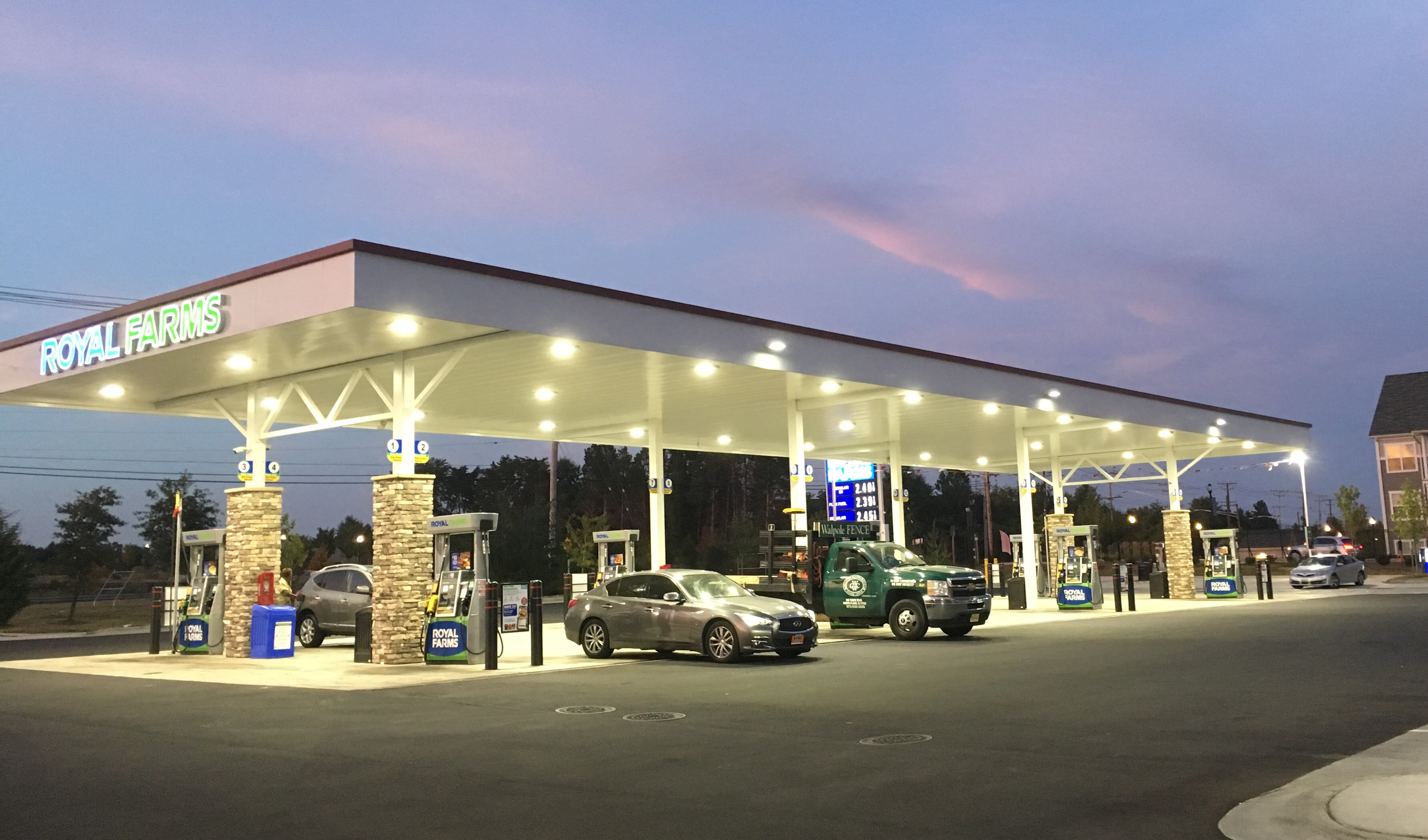
Een vleugeldak boven een tankstation.

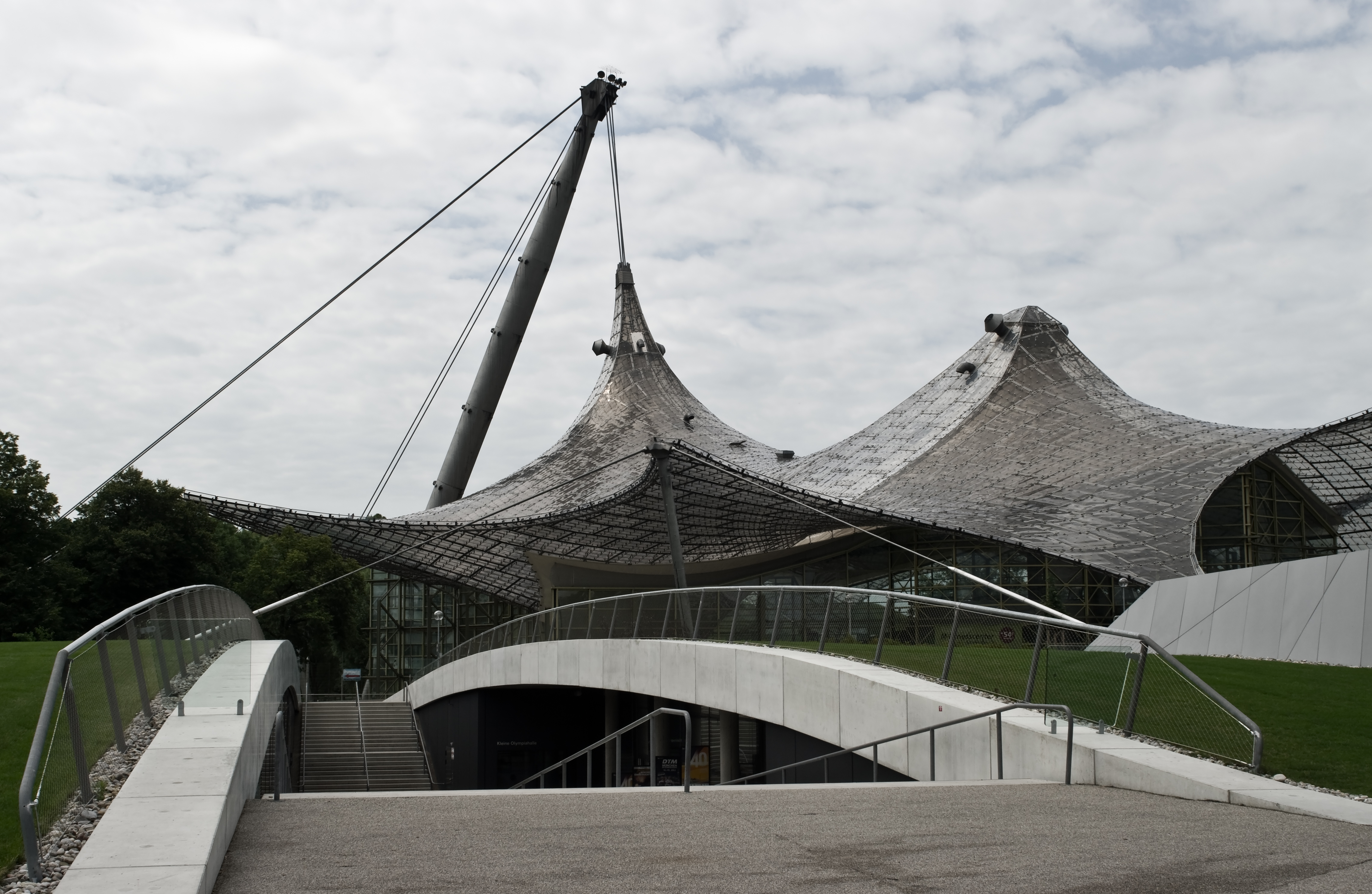
Vleugeldak in de vorm van een tentconstructie boven de Olympiahalle in München.

Een vleugeldak is een dak dat niet steunt op muren maar dat op een andere wijze op zijn plaats wordt gehouden waardoor het in de lucht lijkt te zweven. Meestal steunt een vleugeldak op pilaren. Soms ook worden ze als een tentdak gesteund door pilaren en afgespannen met kabels.
De functie van vleugeldaken is meestal om een locatie enige bescherming te bieden tegen weersinvloeden zoals neerslag en felle zon, en toch goed toegankelijk te zijn. Daarom worden ze vaak toegepast bij openbare gelegenheden zoals haltes van het openbaar vervoer, boven tankstations en tribunes.